# Jacob Holbraad
Jacob Holbraad (født 31. juli 1968 i Odense) er en dansk embeds- og organisationsmand. Han har siden 2015 været administrerende direktør i Dansk Arbejdsgiverforening (DA). Han er uddannet cand.scient.pol. og har inden sin ansættelse i DA været ansat i centraladministrationen i en lille snes år.

## Liv og karriere
Jacob Holbraad blev født i Odense i 1968, og voksede op i Maribo på Lolland. Hans forældre arbejdede i sundhedsvæsenet, moren som sygeplejerske og faren som læge. Som 14-årig fik han sit første job på et hotel i Maribo. Han blev student fra Maribo Gymnasium i 1988 og arbejdede derefter et år i centralkøkkenet på Frederiksberg Hospital. Han læste statskundskab ved Københavns Universitet og blev cand.scient.pol. i 1996.
Derefter fulgte 19 år i centraladministrationen, hvor han fik en klassisk karriere:
- 1996-2000: fuldmægtig i Finansministeriet
- 2000-2001: specialkonsulent samme sted
- 2001-2003: ministersekretær i Statsministeriet
- 2006-208: kontorchef i Finansministeriet
- 2008-2010: afdelingschef i Beskæftigelsesministeriet
- 2010-2013: departementsråd i Statsministeriet
- 2013-2015: direktør i  Kvalitets- og Tilsynsstyrelsen (i 2015 omdøbt til Styrelsen for Undervisning og Kvalitet)

I 2015 blev han ansat som direktør for Dansk Arbejdsgiverforening, hvor medierne ellers på forhånd havde spekuleret i, at en person fra en af DA's medlemsorganisationer eller en anden mediekendt erhvervsperson ville få stillingen. Holbraad var på det tidspunkt med en fortid som embedsmand nærmest helt ukendt i offentligheden.

## Privatliv
Jacob Holbraad bor på Frederiksberg sammen med sin kone Christina Hviid, der er adm. direktør. De har to børn.